# Jalousi (mølleteknik)
 For alternative betydninger, se Jalousi. (Se også artikler, som begynder med Jalousi)
Jalousier (omtales normalt kun i pluralis) er en anordning på en møllevinge. I vindmøllernes første tid bestod vingesejlene af stofsejl, som skulle rigges på samme måde som på et sejlskib. Dette indebar at mølleren eller hans svende skulle op at klatre på vingerne for at påsætte sejlene. Svikningen, dvs. måden, hvorpå sejlene tilpasses vindretningen, blev oprindelig klaret manuelt ved at rulle sejlet ind eller ud. Denne proces er lettest at udføre på møller med galleri. Senere gik man over til klapper af træ, jalousier, som kunne regulere sig selv. Møller med jalousier betegnes som selvsvikkende. Effekten er, at klapperne ved normal vindstyrke danner en tæt vingeflade, men blæser det stærkere åbner klapperne sig. Selvsvikningen blev opfundet af skotten Andrew Meikle i 1772.  I 1745 havde en anden skotte, Edmund Lee, konstrueret en anden væsentlig opfindelse, nemlig vindrosen, den lille tværstillede vingerotor, som automatisk kunne dreje møllehatten i den rigtige retning i forhold til vinden, og med muligheden for såvel selvkrøjning som selvsvikning lettedes møllerkarlenes arbejde i betragtelig grad.